# Neocentrobiella terebrator
Neocentrobiella terebrator är en stekelart som beskrevs av Yousuf och Shafee 1985. Neocentrobiella terebrator ingår i släktet Neocentrobiella och familjen hårstrimsteklar. Inga underarter finns listade i Catalogue of Life.